# U-Br

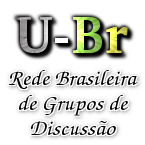
Logo da U-Br

A U-Br foi até 2009 uma rede brasileira de servidores contendo grupos de discussão. Trata-se de um conjunto de servidores que permitem que seus usuários se comuniquem através de qualquer leitor de notícias que utilize o protocolo NNTP.
É considerada uma versão brasileira da usenet, por utilizar os mesmos protocolos e metodologias de funcionamento.

## História
A iniciativa que originou a rede teve como fator desencadeante o fechamento do acesso público ao sistema de grupos de discussão do provedor Universo Online. No entanto, a ideia de criar um novo serviço, administrado por usuários, já havia sido proposta diversas vezes, nos mais diferenciados grupos de discussão do Brasil.
Deve-se citar o papel inspirador da RBT (Rede Brasileira de Teleinformática) que era uma rede de grupos de discussão baseada na Fidonet e dominou a cena durante meados dos anos 90. Nesta época, os grupos de discussão baseados no protocolo nntp como a U-br ainda eram uma distante realidade de um cenário onde BBSs de linha discada dominavam.
Apesar de possuir características únicas no Brasil, tais como a estrutura de múltiplos servidores de notícias e administração oficial não-centralizada, a U-Br não se trata do primeiro serviço de grupos de discussão que não seja mantido por um provedor de acesso. A existência de servidores como FatorX e similares permitiu que a comunidade, tanto de usuários como de administradores, adquirisse experiência para tomar decisões e adotar posições quanto a esse tipo de iniciativa.
Para que pudesse se estabelecer de forma viável e segura, o processo de criação e amadurecimento do serviço foi presenteado com a contribuição dos mais diversos tipos de pessoas. Antigos usuários de outros grupos, os administradores dos primeiros servidores colaboraram com a rede através da disponibilização de seus equipamentos e serviços pessoais, para o uso de todos. A quantidade de frequentadores da rede cresceu rapidamente devido a publicidade entre os usuários que foram chamando colegas e familiares para participar. Sendo essenciais para o sucesso de qualquer serviço de comunicação, os frequentadores colaboram com o conteúdo diário das discussões, disponibilizando informações, enviando dúvidas ou participando de conversações sobre assuntos diversos.
Mesmo se tratando de um acordo comum entre usuários, a fundação da rede não passou por nenhum processo de oficialização. Seus serviços foram iniciados junto a um processo de testes, que durou algumas semanas. Após esse período, os serviços se estabilizaram e seguiram rumo ao amadurecimento.
Devido ao início informal de suas atividades, não há data exata que defina a criação da rede. Estimativas feitas entre os usuários indicam que o processo foi iniciado em meados de outubro de 2003.
A U-br foi descontinuada em 2009, ano em que os poucos servidores que ainda a mantinham foram desligados.

## Funcionamento
A Rede U-Br é formada por vários servidores conectados através da Internet que se comunicam a fim de replicar grupos e mensagens entre si. Em geral todos os servidores compartilham os mesmos grupos de discussão e as mesmas mensagens, de forma que uma mensagem ao ser publicada em qualquer dos servidores será retransmitida automaticamente para todos os outros, garantindo que todos forneçam o mesmo conteúdo. Se algum problema técnico ocorrer num dos servidores tornando-o inacessível, a rede continua "viva", pois os outros servidores continuam operantes.
Algumas das máquinas contam com filtros de conteúdo ou mesmo de usuários, não permitindo que os clientes dessas máquinas específicas recebam as mensagens filtradas. Isso provoca muito controvérsia, pois alguns reclamam da censura enquanto outros ficam gratos pela limpeza prévia.
Outro aspecto controvertido é a alegada fragmentação excessiva dos grupos de mensagens, que têm levado a um baixo número de postagens em determinados grupos e seu conseqüente esvaziamento e abandono. Aponta-se que um dos erros cometidos na concepção da U-br foi que tal divisão e criação de novos grupos deveria se dar sob demanda, conforme o aumento do volume de usuários e não como ocorreu, com a criação de dezenas de grupos logo de imediato.

## Como participar

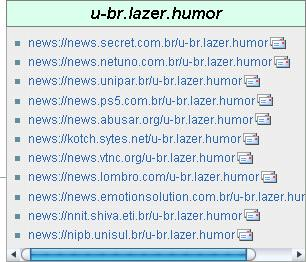
Grupo u-br.lazer.humor

Para participar dos grupos de discussão da U-Br é preciso um tipo de software conhecido como newsreader, ou leitor de notícias, com por exemplo algum dos seguintes software:
- Agent
- Microplanet Gravity
- Mozilla Thunderbird
- Microsoft Outlook Express
- Windows Live Mail

No site oficial, havia uma lista de servidores e instruções de como configurar os programas clientes de news. O site contava com um sistema colaborativo (wiki) para a explanação dos objetivos e característica dos grupos de discussão. Cada grupo apresentado apresentava uma janela que permitia a configuração imediata para o grupo consultado nos servidores disponíveis.